# 世界末日 (史琪特·戴维丝歌曲)
世界末日（The End of the World）是作曲家亚瑟·肯特和作词家西尔维娅·迪合作创作的一首流行歌曲。該歌曲由美国歌手史琪特·戴维丝演唱。世界尽头是一首关于浪漫分手后的悲伤歌曲。1990年，香港歌手周慧敏曾翻唱過此歌曲的粵語版，歌名為《情迷》。2014年，香港歌手邓紫棋曾翻唱过此歌曲的国语版，歌名为《后会无期》，由韩寒填词，为电影《后会无期》的同名主题曲。